# Giovanni Pontini
Giovanni Pontini (Venezia, 14 agosto 1915 – 8 marzo 1970) è stato un pittore italiano.

## Biografia
Vive la sua infanzia a Venezia e dopo la seconda guerra mondiale si avvicina all'arte da autodidatta, affascinato dalla pittura e dalla grafica di Georges Rouault. In occasione delle diverse Biennali a cui partecipa, ha modo di entrare in contatto con  l'opera di Gino Rossi, dei muralisti messicani (tra i quali apprezzerà soprattutto José Clemente Orozco) e di Constant Permeke.

### Gli anni cinquanta
A partire dal 1948, inizia a esporre le proprie opere, esordendo quindi nel 1952 alle annuali Collettive dell'Opera Bevilacqua La Masa a Venezia, alle quali sarà presente anche nel 1953, 1954, 1957, 1958, 1959, 1961 e nel 1964.
Avvicinatosi, a partire dal 1954, al movimento realista, verrà elaborando una personale figurazione di matrice espressionista, nutrita della lezione di Gustave Courbet, ma aperta altresì al plasticismo di Mario Sironi.
In questi anni, oltre a grandi composizioni di figura e a numerose nature morte, dipinge una vasta serie di paesaggi industriali di Marghera e di Dalmine.
Nel frattempo partecipa nel 1952 alla Quadriennale di Roma e viene invitato al Premio Arbiter a Trieste e al Premio Michetti a Francavilla al Mare.
Nel 1953 prende parte al Premio Burano e tiene una personale presso la Fondazione Bevilacqua La Masa a Venezia.
Nel 1955 tiene una personale presso la Galleria Santo Stefano di Venezia, nell'anno successivo espone alla Biennale e prende parte al Premio Dalmine a Bergamo, al Premio di Pittura Golfo della Spezia, al Premio Burano, al Premio Villa San Giovanni e al Premio dell'Antoniano di Bologna.
Nel 1956 un suo breve soggiorno in Calabria è testimoniato dalla realizzazione di una serie di paesaggi. Nel frattempo ha conosciuto il collezionista Attilio Arduini che apprezza la sua opera e decide di sostenerlo offrendogli un contratto che gli consentirà di dedicarsi alla pittura con maggior assiduità.
Nel 1957 tiene due personali: alla Galleria Schneider di Roma, presentato da Berto Morucchio e alla Galleria La Colonna di Milano presentato da Raffaele De Grada.
Nel 1958 espone nuovamente alla Quadriennale e tiene un'importante personale presso la Esther Robles Gallery di Los Angeles.
L'anno successivo prende parte alla Triveneta di Padova e tiene una personale presso la Galleria Rossoni di Trieste presentato da Luigi Ferrante, ha altresì una personale alla Fondazione Bevilacqua La Masa, dove tornerà ad esporre anche nel 1961.

### Gli anni sessanta
Nel 1964 tiene due importanti personali, ancora alla Galleria Rossoni di Trieste e alla Galleria Jesulum - Centro Internazionale d'arte a Jesolo, prende inoltre parte al Premio Terraferma a Mestre.
Nel 1965 ha una personale alla Bevilacqua La Masa, presentato da Armando Pizzinato. Nel frattempo la sua pittura è andata evolvendosi in una sempre più marcata sintesi espressiva, avvicinandosi anche a nuovi temi quali le Draghe e le Cattedrali-Altoforno.
Muore a Venezia l'8 marzo del 1970.
È sepolto a Venezia, nel cimitero monumentale di San Michele.

## Fortuna
Nel 1975 la Galleria d'Arte San Marco a Venezia gli ha dedicato una retrospettiva presentata da Paolo Rizzi. Del 1978 è la vasta Retrospettiva alla Fondazione Bevilacqua La Masa, introdotta in catalogo da scritti di Armando Pizzinato, Giorgio Trentin e da un ampio testo critico di Toni Toniato.
Nel dicembre del 1990 si tiene una retrospettiva presso il Centro D'Arte di Mestre, a cura del Circolo Culturale Gruppo 5, con il contributo del Comune di Venezia e della Cassa di Risparmio di Venezia.
Nell'ottobre 2006 gli viene dedicata una mostra ai Molini di Portugruaro introdotta da un ampio catalogo steso da Dino Marangon.
Nel 2007 vengono dedicate a Pontini una mostra alla scuola Grande di San Giovanni Evangelista a Venezia, presentata da Ennio Pouchard, una alla galleria civica "Vittorio Emanuele II" in Villa Croze a Vittorio Veneto, e una a settembre nella galleria "Luigi Sturzo" a Mestre presentata da Giulio Gasparotti.
Nel 2008 si tiene presso la Sala Badoer della Scuola Grande di San Giovanni Evangelista a Venezia una nuova mostra dedicata a Pontini e ad Ennio Finzi, dal titolo "Dal Mecenate al Collezionista nella Ricerca dell'Astratto e del Reale".
Sempre nel 2008 viene allestita una mostra presso il Palazzo delle Nazioni, sede delle Nazioni Unite a Ginevra, nell'ambito della Conferenza dell'Organizzazione Internazionale del Lavoro.
Pontini è stato altresì invitato a partecipare a numerose rassegne all'estero, tra le quali:
- Mostra Internazionale d'Arte a Deauville (Francia)
- Mostra Internazionale di Pittura a Reims (Francia)
- Mostra Internazionale di Pittura a Digione (Francia)
- Mostra Internazionale d'Arte (Marocco)
- Mostra Internazionale d'Arte a Mosca (Russia)
- Mostra di Pittori Veneti Contemporanei presso la Galleria d'Arte Moderna di Zagabria
- Mostra Internazionale d'Arte Ultimo decennio del realismo in Italia presso la Galleria d'Arte di Bucarest (Romania)
- Mostra Internazionale di Pittura Works of Top Contemporaries, presso la Palos Verde Gallery a Midland (Texas)

## Opere principali
- Il fiorista  1955 - olio su tela -  cm 70 x 53
- Autoritratto  1954(?) - olio su cartone -  cm 69 x 46
- Minatore   1952 - olio su faesite -  cm 200 x 120
- I buoi   1959 - olio su faesite -  cm 129 x 165

Fonte: Giovanni Pontini Forza-Lavoro, Fondamenta Treviso 2007